# Radeon RX Vega
La série Radeon RX Vega est une série de cartes graphiques développées par AMD. Les GPU utilisent l'architecture Graphics Core Next (GCN) de 5e génération, nom de code Vega, et sont fabriqués avec la technologie FinFET 14 nm, développée par Samsung Electronics et concédée sous licence à GlobalFoundries. La série se compose de cartes graphiques de bureau et d’APU destinés aux ordinateurs de bureau, aux ordinateurs portables et aux applications embarquées.
La série est sortie le 14 août 2017. Elle comprenait le RX Vega 56 et le RX Vega 64, au prix de 399 $ et 499 $ respectivement. Ceux-ci ont été suivis par deux APU mobiles, le Ryzen 2500U et le Ryzen 2700U, en octobre 2017. Février 2018 a vu la sortie de deux APU de bureau, le Ryzen 3 2200G et le Ryzen 5 2400G, et de la gamme d’APU Ryzen Embedded V1000,. En septembre 2018, AMD a annoncé plusieurs APU Vega dans sa gamme de produits Athlon. Finalement, en janvier 2019, la Radeon VII a été annoncée sur la base du nœud FinFET 7 nm fabriqué par TSMC,.

## Histoire
La microarchitecture Vega est la gamme de cartes graphiques haut de gamme d’AMD, et est le successeur des produits Fury de la série R9 300. Les spécifications partielles de l’architecture et du GPU Vega 10 ont été annoncées avec la Radeon Instinct MI25 en décembre 2016. AMD a ensuite publié les détails de l’architecture Vega.
Vega a été annoncée pour la première fois lors de la présentation d’AMD au CES 2017 le 5 janvier 2017, aux côtés de la gamme de processeurs Zen.

## Produits

### Cartes graphiques de marque RX Vega
| Modèle Radeon (nom de code)  | Date de sortie & Prix | Architecture & fabrication | Nb. transistors & taille de puce | Coeur             | Coeur               | Fillrate       | Fillrate     | Puissance de calcul (GFLOPS) | Puissance de calcul (GFLOPS) | Puissance de calcul (GFLOPS) | Mémoire     | Mémoire      | Mémoire             | Mémoire              | TBP (W) | Interface bus |
| Modèle Radeon (nom de code)  | Date de sortie & Prix | Architecture & fabrication | Nb. transistors & taille de puce | Config            | Fréq. horloge (MHz) | Texture (GT/s) | Pixel (GP/s) | FP16                         | FP32                         | FP64                         | Taille (Go) | Débit (Go/s) | Type et largeur bus | Fréq. horloge (MT/s) | TBP (W) | Interface bus |
| ---------------------------- | --------------------- | -------------------------- | -------------------------------- | ----------------- | ------------------- | -------------- | ------------ | ---------------------------- | ---------------------------- | ---------------------------- | ----------- | ------------ | ------------------- | -------------------- | ------- | ------------- |
| RX Vega 56 (Vega 10),        | 28 août 2017 399 USD  | GCN 5 GloFo 14LPP          | 12,5 × 109 486 mm2               | 3584:224:64 56 CU | 1156 1471           | 258.9 329.5    | 73.98 94.14  | 16572 21088                  | 8286 10544                   | 517.9 659.0                  | 8           | 409.6        | HBM2 2048 bits      | 1600                 | 210     | PCIe 3.0 ×16  |
| RX Vega 64 (Vega 10),        | 14 août 2017 499 USD  | GCN 5 GloFo 14LPP          | 12,5 × 109 486 mm2               | 4096:256:64 64 CU | 1247 1546           | 319.2 395.8    | 79.81 98.94  | 20431 25330                  | 10215 12665                  | 638.5 791.6                  | 8           | 483.8        | HBM2 2048 bits      | 1890                 | 295     | PCIe 3.0 ×16  |
| RX Vega 64 Liquid (Vega 10), | 14 août 2017 699 USD  | GCN 5 GloFo 14LPP          | 12,5 × 109 486 mm2               | 4096:256:64 64 CU | 1406 1677           | 359.9 429.3    | 89.98 107.3  | 23036 27476                  | 11518 13738                  | 719.9 858.6                  | 8           | 483.8        | HBM2 2048 bits      | 1890                 | 345     | PCIe 3.0 ×16  |

1. 1 2 3  Les valeurs Boost (si disponibles) sont indiquées en italiques sous la valeur de base.
2. ↑  Le taux de remplissage des textures est calculé en multipliant le nombre de Texture Mapping Units (TMU) par la fréquence d'horloge de base (ou de boost) du coeur.
3. ↑  Le taux de remplissage des pixels est calculé en multipliant le nombre de Render Output Units (ROP) par la fréquence d'horloge de base (ou de boost) du coeur.
4. ↑  La puissance de calcul en virgule flottante est calculée à partir de la fréquence d'horloge de base (ou de boost) du coeur sur la base d'une opération FMA.
5. ↑  Nb. shaders unifiés : Nb. TMU : Nb. ROP et Nb. Compute units (CU)
6. ↑  Le procédé FinFET 14LPP 14 nm de GlobalFoundries provient de Samsung Electronics.

### Cartes graphiques de marque Radeon VII
| Modèle Radeon (nom de code) | Date de sortie & Prix  | Architecture & fabrication | Nb. transistors & taille de puce | Coeur             | Coeur               | Fillrate       | Fillrate     | Puissance de calcul (GFLOPS) | Puissance de calcul (GFLOPS) | Puissance de calcul (GFLOPS) | Mémoire     | Mémoire      | Mémoire             | Mémoire              | TBP (W) | Interface bus |
| Modèle Radeon (nom de code) | Date de sortie & Prix  | Architecture & fabrication | Nb. transistors & taille de puce | Config            | Fréq. horloge (MHz) | Texture (GT/s) | Pixel (GP/s) | FP16                         | FP32                         | FP64                         | Taille (Go) | Débit (Go/s) | Type et largeur bus | Fréq. horloge (MT/s) | TBP (W) | Interface bus |
| --------------------------- | ---------------------- | -------------------------- | -------------------------------- | ----------------- | ------------------- | -------------- | ------------ | ---------------------------- | ---------------------------- | ---------------------------- | ----------- | ------------ | ------------------- | -------------------- | ------- | ------------- |
| Radeon VII (Vega 20),       | 7 février 2019 699 USD | GCN 5 TSMC CLN7FF          | 13,23 × 109 331 mm2              | 3840:240:64 60 CU | 1400 1750 – 1800    | 336.0 420.0    | 89.60 112.0  | 21504 27648                  | 10752 13824                  | 2688 3459                    | 16          | 1024         | HBM2 4096 bits      | 2000                 | 300     | PCIe 3.0 ×16  |

1. 1 2 3  Les valeurs Boost (si disponibles) sont indiquées en italiques sous la valeur de base.
2. ↑  Le taux de remplissage des textures est calculé en multipliant le nombre de Texture Mapping Units (TMU) par la fréquence d'horloge de base (ou de boost) du coeur.
3. ↑  Le taux de remplissage des pixels est calculé en multipliant le nombre de Render Output Units (ROP) par la fréquence d'horloge de base (ou de boost) du coeur.
4. ↑  La puissance de calcul en virgule flottante est calculée à partir de la fréquence d'horloge de base (ou de boost) du coeur sur la base d'une opération FMA.
5. ↑  Nb. shaders unifiés : Nb. TMU : Nb. ROP et Nb. Compute units (CU)